# Стилбон
Стилбон (грч. Στίλβων) је у грчкој митологији био бог планете Меркур.

## Митологија
Био је син Астреја и Еоје, бог лутајуће звезде Хермаона, односно планете Меркура. Његово име потиче од грчке речи stilbô што значи „бљеснути“ или „блистати“. Од пет тада познатих планета, он је последњи персонификован. Ова „звезда“ је припадала Хермесу, гласнику богова, зато што је према неким ауторима он (или бог Меркур) први увео месеце и предвидео путање сазвежђа. Према Еухемеру (грчком писцу с краја 4. и почетка 3. века п. н. е.), Венера је успоставила сазвежђа и онда о томе научила Меркура. Кадмо је приликом оснивања града Тебе, једну од капија (другу по реду), назвао Хермаоновим именом.

## Друге личности
Хигин је навео Стилбона као једног од Актеонових паса.

## Биологија
Латинско име Stilbon је назив за род лептира.